# Marco Conti (giornalista)
Marco Conti (Cossato, 1º ottobre 1953) è un giornalista italiano, di ambito culturale.

## Biografia
Marco Conti è giornalista culturale, poeta, saggista, studioso di tradizioni popolari. A metà degli anni Settanta ha iniziato la carriera giornalistica come free lance collaborando con testate locali e con La Gazzetta del Popolo; sul quotidiano torinese ha scritto, inoltre, per la terza pagina. Dal 1989 al 1996 ha collaborato a Stampa Sera e La Stampa.
Negli anni Novanta ha attivato a Biella i primi corsi di scrittura creativa ospitando autori, tra i quali Alda Merini, Raul Rossetti, Lucia Sollazzo, Giuliano Donati, Emilio Jona e l’editore e traduttore Nicola Crocetti.
In quello stesso decennio assunse, per un breve periodo, la direzione di TeleBiella (la prima emittente nazionale televisiva privata), ma svolse la sua attività giornalistica soprattutto in ambito culturale con collaborazioni per: Historia; Risk. Arte oggi; Poesia; Eco di Biella; La nuova provincia di Biella, di cui è stato redattore e responsabile della pagina culturale.
Gli studi di etnologia svolti in precedenza all’Università Statale di Milano lo hanno portato ad affiancare gli interessi letterari a quelli della tradizione orale, che sono confluiti nei saggi pubblicati negli anni Novanta e Duemila e in conferenze svolte in Piemonte.
Dal 2019 gestisce il blog letterario lemuseinquiete.it, in cui scrive articoli e recensioni su poesia, narrativa, etnologia e mitologia.

## Poesia, traduzione poetica e critica
Nel 1986 ha pubblicato la prima raccolta di poesie, Stellato chiaro, presso l’editore Crocetti; nel 1999 L’ospitalità dell’aria (Campanotto); nel 2007 il poemetto Via delle fabbriche (Viennepierre). I suoi testi più recenti sono comparsi su riviste e nell’antologia romena di poesia italiana Mana scrie sunetul (Eikon), curata da Eliza Macadan. Nel 2012 in occasione della mostra Trent’anni di Pulcinoelefante, svoltasi a Biella, ha pubblicato nei celebri libretti d’artista di Alberto Casiraghy una poesia illustrata dall’artista Martha Nieuwenhuijs. Nel gennaio 2021 una plaquette di poesie, Scris pe pereti (Scritto sui muri), è stata tradotta in romeno da Alexandru Macadan.
Le sue traduzioni dal francese delle poesie di Joyce Mansour e Pierre Reverdy sono comparse sulle riviste Poesia, La Mosca di Milano, La Clessidra.
Nel 1999 ha presentato la prima versione italiana dell’opera di Joyce Mansour sul mensile Poesia, che è diventata nel 2017 l’antologia Blu come il deserto, una vasta scelta di testi della scrittrice surrealista. Della stessa autrice ha introdotto e tradotto integralmente Le grand jamais, (Mai e poi mai), opera comparsa sul semestrale La Clessidra.
Numerosi i saggi critici sulla poesia contemporanea italiana apparsi su riviste letterarie e in opere collettanee. Particolare attenzione ha dedicato alla poesia di Augusto Blotto intervenendo come relatore alla Giornata di Studio in suo onore organizzata dall’Università di Torino e del Piemonte Orientale e a quella tenutasi alla Biblioteca Cantonale di Lugano.

## Pubblicazioni

### Poesia e traduzioni
Marco Conti, La mano scrive il suono, Archinto, 2021.
Marco Conti, Inediti, in La Clessidra, Joker, Alessandria, 2013
Marco Conti, La mano scrive il suono, con 33 disegni originali di Martha Nieuwenhuijs, edizioni d’arte Casiraghi, Varese, 2012
Marco Conti, Sei variazioni assonanti, in Corto Circuito, Alessandria, 2008
Marco Conti, Via delle fabbriche, in Biella e il Biellese terra narrata, Viennepierre Edizioni, Milano, 2007
Marco Conti, L'ospitalità dell'aria, Campanotto, Udine, 1999
Marco Conti, Poesie, in Scarto Minimo, Panda Edizioni, Padova, 1987
Marco Conti, Stellato chiaro, Crocetti, Milano 1986
Marco Conti, Poesie, in Mâna scrie sunetul. Elecţiuni afective de poezie italiană, selecţia autorilor, textelor, prezentare şi traducere de Eliza Macadan, Eikon, Bucureşti, 2014.
Joyce Mansour, Blu come il deserto. Antologia poetica (1953-1986), traduzione, curatela e introduzione di Marco Conti, Terra d’ulivi, 2017
Marco Conti, L’abbraccio della parola (traduzione di Le grand jamais), La Clessidra n. 1-2, Edizioni Joker, Dicembre 2016
Marco Conti, Questi giorni misteriosi, introduzione alle poesie tradotte di  Pierre Reverdy in  La mosca di Milano, n° 16, 2008
Marco Conti, L’eros senza fine, traduzione e introduzione critica alla poesia di Joyce Mansour, Poesia n. 127, Crocetti, aprile 1999

### Saggi
Marco Conti, Breviario di dissidenza, Mimesis, Milano, 2017
Marco Conti, Le poesie ticinesi di A. Blotto, Bloc Notes, Bellinzona, 2013
Marco Conti, Pennati: la poesia dell’immanenza, in La Clessidra, Alessandria, 2012
Marco Conti, I verbi e il fuoco della ribellione, in La Clessidra, Alessandria, 2012
Marco Conti, L’immaginario e la materia, quattro emblemi nella poesia di Alfredo De Palchi, in La Clessidra, 2011
Marco Conti, Il presente e lo sconfinato nella poesia di Augusto Blotto, in Il clamoroso non incominciar neppure, a cura di M. Masoero e G. Olivero, atti della Giornata di studio dedicata ad Augusto Blotto dell’Università di Torino e del Piemonte Orientale, Centro Studi Gozzano Pavese, Edizioni dell'Orso, Alessandria 2010
Marco Conti, Beckett sulla spiaggia, in AA.VV. Percorsi nell'opera di Samuel Beckett, a cura di S. Montalto, Joker, Alessandria 2009
Marco Conti, Al Verdi con Truffaut, in Una storia d’essai a cura di Gianni Volpi, Candelo, 2009
Marco Conti, Amelia Rosselli: Il desiderio e la follia, in La Mosca di Milano; Milano, 2007

### Etnologia
Marco Conti, Sulle tracce dell’Om Salvèi, in Rivista Biellese, Biella, Ottobre 2020.
Marco Conti, Le maschere in città, Ed. Città di Biella, 2011
Marco Conti, Il volo della strega. Leggende e fiabe della tradizione popolare biellese, con alcuni testi di Gustavo Buratti e la prefazione di Pier Carlo Grimaldi, Giovannacci Editore, 2004
Marco Conti, In principio era la notte: appunti per una mitopoiesi della luce, Risk, Milano, 2001
Marco Conti, Una processione illuminata dai mignoli, AMP editore, 2000
Marco Conti, Guida al Biellese misterioso e sconosciuto, AMP editore, 1999
Marco Conti, L’abbondanza, le fate e una processione illuminata dai mignoli, Leone & Griffa, Pollone, 1994.

### Prefazioni e curatele
Marco Conti, La nudità del suono, postfazione a “Salto nel sole oscuro” di Eric Sarner, Terra d’Ulivi Edizioni, 2016
Marco Conti, La parola e la cicatrice in Paradiso Riassunto, poesie di Eliza Macadan, Joker, 2012
Marco Conti, Sillabario per la leggerezza, introduzione al catalogo d’arte omonimo di Martha Nieuwenhuijs, Savona, 2012
AA.VV., Mia madre era figlia unica e altri 22 racconti, prefazione e curatela di Marco Conti, Joker, 2011
Corrado Bianchetto, La chiave a scheletro, a cura di Marco Conti, Firenze Libri, 2007
Giuliano Ramella, Ortalia e le periferie invisibili, curatela, prefazione, introduzione di Marco Conti, Aerre 2006